# G0y
Pour les articles homonymes, voir Goy (homonymie).
G0y ou Gøy ou goï est un néologisme créé pour désigner les hommes qui sont attirés par des personnes du même sexe, sans s'identifier à l'homosexualité ou à la bisexualité, et sans s'identifier non plus à l'hétérogénéité normative actuelle.
Dans ce type de rapport homo-affectif ou homo-érotique sont acceptés des câlins, bisous sur la bouche et échanges d'affections, le frottage, le massage, et la masturbation mutuelle, et dans certains cas la fellation. La pratique du sexe anal n'est pas admise - ce dernier étant en dehors du concept de cette identité.
Le mot G0y (g-zéro-y) s'écrit avec les lettres G et Y et le chiffre 0 (zéro) entre eux, une sorte de code secret, en particulier dans les fraternités aux collèges américains. Le code GØy et sa signification homoérotique ne sont devenus publics qu'après les années 2000 et ne peuvent être confondus avec le mot goï ou goy qui vient de l'hébreu biblique.
Le mouvement g0y s'inspirent des pratiques de la Grèce antique (mais non de la pratique sexuelle de la Rome antique, où les hommes avaient des rapports sexuels avec des hommes). Ses adhérents ne se battent pas pour être inclus dans les mouvements civils dits LGBT. Selon cette même philosophie, les G0ys n'aiment pas être comparés aux membres des mouvements civils LGBT, car ils ne pratiquent pas la pénétration avec d'autres hommes.

## Caractéristiques générales
Le mouvement G0y se caractérise par quelques facteurs d’identification :
- Un homme G0y peut embrasser un autre homme sur la bouche, le masturber, échanger des caresses et, dans certains cas, pratiquer le sexe oral (fellation).
- La pratique du sexe anal avec d'autres hommes n'est pas encouragée, car le mouvement G0y affirme que cette pratique est homosexuelle (c'est-à-dire qu'elle caractérise le comportement homosexuel).
- Ils peuvent également avoir des rapports sexuels avec le sexe opposé, pratiquant la pénétration uniquement avec les femmes ;
- Certains se considèrent « hétero-G0ys » dans une version d'amalgame brésilien et se classent comme une forme intermédiaire entre l'hétérosexualité et l'homosexualité.
- Il y a des g0ys qui sont des exclusivement homo-affectifs.